# Dibunus
Sous-famille
Genre
Synonymes
- Triacudorsum Roewer, 1912
- Tetracudorsum Roewer, 1915
- Anacudorsum Roewer, 1926
- Triacudorsulum Roewer, 1926
- Dibunellus Roewer, 1927

Dibunus, unique représentant de la sous-famille des Dibuninae, est un genre d'opilions laniatores de la famille des Epedanidae.

## Distribution
Les espèces de ce genre se rencontrent en Asie du Sud-Est et en Océanie.

## Liste des espèces
Selon World Catalogue of Opiliones (24/06/2021) :
- Dibunus albitarsus (Roewer, 1927)
- Dibunus bakeri (Roewer, 1926)
- Dibunus chapmani (Roewer, 1927)
- Dibunus dividuus Suzuki, 1977
- Dibunus ferrugineus (Roewer, 1926)
- Dibunus gracilis (Roewer, 1912)
- Dibunus lagunae Kury, 2020
- Dibunus longipalpis Roewer, 1912
- Dibunus maculatipes (Roewer, 1915)
- Dibunus marianae Goodnight & Goodnight, 1957
- Dibunus pseudobiantes Loman, 1906
- Dibunus similis Roewer, 1912
- Dibunus transitorius Roewer, 1927

## Publications originales
- Loman, 1906 : « Opilioniden aus Neu-Guinea. » Nova Guinea, vol. 5, p. 1–8 (texte intégral).
- Roewer, 1912 : « Die Familien der Assamiiden und Phalangodiden der Opiliones-Laniatores. (= Assamiden, Dampetriden, Phalangodiden, Epedaniden, Biantiden, Zalmoxiden, Samoiden, Palpipediden anderer Autoren). » Archiv für Naturgeschichte, sér. A, vol. 78, no 3, p. 1–242 (texte intégral).